# Antonio Carboni
Antonio Carboni es una localidad rural del partido de Lobos, ubicada a 30 km de la ciudad de Lobos, provincia de Buenos Aires, Argentina.

## Parroquia La Sagrada Familia
El predio donde se encuentra asentada, fue parte de la Estancia “La Concepción” de Don Juan José Blaquier.
Al asentarse el pueblo en las inmediaciones de la citada estancia, se pensó en la construcción de un templo que sirviera a los pobladores de esa zona rural para celebrar el culto católico.
Hacia el año 1923, como culminación de una misión realizada en la zona por los jesuitas, se coloca la piedra fundamental de la futura capilla.
La familia Blaquier, aporta el dinero, los materiales y consigue la colaboración del arquitecto que diseña y dirige la obra, estamos hablando de, tal vez el arquitecto con mayor prestigio en el país, Don Alejandro Bustillo, amigo de la familia mecenas, con la que vive hasta que la obra estuvo finalizada.
La finalización de la obra data del año 1928, circunstancia que consta en la medalla recordatoria que se guarda celosamente.
El arquitecto Bustillo, diseñó la obra estilo romántico perfecto, basándose en los detalles de una capilla de un pueblo de Italia, que estaba entonces deteriorándose, al extremo de encontrarse prácticamente en ruinas. Se trajeron de esa capilla italiana los frescos originales de la Escuela Fra Angélico, referentes al nacimiento de Jesús, a su presentación en el templo, a su crucifixión y a su resurrección. Los cuatro frescos, en sus grandes bastidores, fueron traídos en barco para colocarlos en una capilla idéntica a la de origen, salvo en el trampantojo de las paredes interiores, levantadas con ladrillos y pintadas de tal modo que tengan la apariencia de sillares. También se trajeron de Italia el vía crucis y el Sagrado Corazón, que se encuentra en el atrio. De París se trajo, mediante la compra de la Familia Blaquier en un viaje, la máquina del reloj que actualmente se encuentra en la torre. El mismo es de la marca Chateau Freres, y es único en su tipo en toda América. Estuvo fuera de funcionamiento, hasta ser reparado en el año 2016.
La capilla pasó a ser parroquia en el año 1963, tomando como santa patrona a La Sagrada Familia, siendo donado por la familia Blaquier el predio donde se encuentra la propia capilla, más la casa parroquial y los jardines adyacentes, materializándose esta donación verbal en escritura traslativa de dominio el 26 de junio de 1999.

## Cooperativa Eléctrica
La Cooperativa de Electricidad de Antonio Carboni fue fundada en el año 1964 para satisfacer las necesidades de las áreas rurales de los partidos de Lobos, Cañuelas, Navarro y Roque Pérez de la provincia de Buenos Aires. En el año 1992 por la fuerte necesidad de nuestros asociados de ver al menos tres canales de televisión, el Consejo de Administración en conjunto con su cuerpo de asesores, inició las gestiones ante el Ente para lograr los permisos y licencias necesarias para la transmisión, que de acuerdo al Art. 39, inc b) de la Ley 22.285 determina que dichas licencias serán otorgadas por adjudicación directa por el Comité Federal de Radiodifusión. La cooperativa participó de la compra de pliegos abierta conforme a la Resolución 724-COMFER/91. Luego de una gran cantidad de reuniones y gestiones, muchas dificultades y prohibiciones, el Consejo de Administración decide constituir una Sociedad Anónima formada por los miembros del Consejo para poder obtener una licencia de radiodifusión, para la transmisión de 16 canales de aires bajo la banda de UHF. Se decidió organizar una Sociedad Anónima debido a la prohibición que existe para las Cooperativas.

## Población
Cuenta con 295 habitantes (Indec, 2010), lo que representa un descenso del 4,8% frente a los 310 habitantes (Indec, 2001) del censo anterior.
| Gráfica de evolución demográfica de Antonio Carboni entre 1991 y 2010 |
|                                                                       |
| Fuente: Censos nacionales del INDEC                                   |

## Parroquias de la Iglesia católica en Antonio Carboni
| Arquidiócesis | Mercedes-Luján  |
| ------------- | --------------- |
| Parroquia     | Sagrada Familia |